# Liste der Einträge im National Register of Historic Places im Roberts County (Texas)
Die Liste der Registered Historic Places im Roberts County führt alle Bauwerke und historischen Stätten im texanischen Roberts County auf, die in das National Register of Historic Places aufgenommen wurden.

## Aktuelle Einträge
| Lfd. Nr. | Name                      | Bild | Datum der Eintragung | Adresse/Lage          | Ort   | ID       | Beschreibung |
| -------- | ------------------------- | ---- | -------------------- | --------------------- | ----- | -------- | ------------ |
| 1        | Roberts County Courthouse |      | 22. März 2004        | 301 E. Commercial St. | Miami | 04000228 |              |